# Eslovênia nos Jogos Olímpicos de Inverno de 2018
A Eslovênia participou dos Jogos Olímpicos de Inverno de 2018, realizados na cidade de Pyeongchang, na Coreia do Sul.
O país fez sua oitava aparição em Olimpíadas de Inverno desde que estreou nos Jogos de 1992, em Albertville. Sua delegação foi composta de 71 atletas que competiram em nove esportes.

## Medalhas
| Atleta    | Esporte   | Evento                            | Medalha |
| --------- | --------- | --------------------------------- | ------- |
| Jakov Fak | Biatlo    | Individual masculino              | Prata   |
| Žan Košir | Snowboard | Slalom gigante paralelo masculino | Bronze  |

## Desempenho

### Biatlo
Feminino
| Atleta     | Evento      | Tempo   | Penalidades | Pos. |
| ---------- | ----------- | ------- | ----------- | ---- |
| Anja Eržen | Velocidade  | 23:20.9 | 3 (2+1)     | 46º  |
| Anja Eržen | Perseguição | 36:22.6 | 7 (0+2+2+3) | 51º  |
| Anja Eržen | Individual  | 45:22.9 | 3 (0+0+0+3) | 35º  |
| Urška Poje | Velocidade  | 24:52.8 | 4 (0+4)     | 75º  |
| Urška Poje | Individual  | 43:52.7 | 0 (0+0+0+0) | 12º  |

Masculino
| Atleta                                               | Evento           | Tempo     | Penalidades | Pos.             |
| ---------------------------------------------------- | ---------------- | --------- | ----------- | ---------------- |
| Klemen Bauer                                         | Velocidade       | 24:36.4   | 2 (0+2)     | 26º              |
| Klemen Bauer                                         | Perseguição      | 35:55.9   | 6 (2+0+2+2) | 24º              |
| Klemen Bauer                                         | Individual       | 50:07.0   | 2 (0+2+0+0) | 15º              |
| Miha Dovžan                                          | Velocidade       | 25:42.2   | 2 (2+0)     | 53º              |
| Miha Dovžan                                          | Perseguição      | 40:13.2   | 7 (0+1+3+3) | 59º              |
| Miha Dovžan                                          | Individual       | 51:54.2   | 2 (1+0+0+1) | 35º              |
| Miha Dovžan                                          | Largada coletiva | 37:19.8   | 4 (1+0+2+1) | 20º              |
| Mitja Drinovec                                       | Velocidade       | 26:13.7   | 3 (1+2)     | 72º              |
| Mitja Drinovec                                       | Individual       | 56:06.4   | 5 (2+1+2+0) | 80º              |
| Jakov Fak                                            | Velocidade       | 24:34.2   | 2 (1+1)     | 23º              |
| Jakov Fak                                            | Perseguição      | 38:10.4   | 6 (2+1+3+0) | 47º              |
| Jakov Fak                                            | Individual       | 48:09.3   | 0 (0+0+0+0) | Medalha de prata |
| Jakov Fak                                            | Largada coletiva | 36:23.4   | 1 (0+0+1+0) | 10º              |
| Klemen Bauer Miha Dovžan Mitja Drinovec Lenart Oblak | Revezamento      | 1:20:17.3 | 11 (5+6)    | 10º              |

Misto
| Atleta                                       | Evento      | Tempo     | Penalidades | Pos. |
| -------------------------------------------- | ----------- | --------- | ----------- | ---- |
| Klemen Bauer Jakov Fak Anja Eržen Urška Poje | Revezamento | 1:11:55.6 | 8 (0+8)     | 14º  |

### Combinado nórdico
| Atleta         | Evento                  | Salto de esqui | Salto de esqui | Salto de esqui | Cross-country | Cross-country | Total   | Total |
| Atleta         | Evento                  | Distância      | Pontos         | Pos.           | Tempo         | Pos.          | Tempo   | Pos.  |
| -------------- | ----------------------- | -------------- | -------------- | -------------- | ------------- | ------------- | ------- | ----- |
| Marjan Jelenko | Individual pista normal | 73.5           | 60.4           | 46º            | 25:27.5       | 32º           | 30:08.5 | 44º   |
| Marjan Jelenko | Individual pista longa  | 109.0          | 84.4           | 37º            | 24:57.7       | 36º           | 28:35.7 | 41º   |
| Vid Vrhovnik   | Individual pista normal | 92.5           | 90.4           | 27º            | 24:58.9       | 23º           | 27:39.9 | 28º   |
| Vid Vrhovnik   | Individual pista longa  | 112.5          | 83.4           | 38º            | 25:08.4       | 37º           | 28:50.4 | 42º   |

### Esqui alpino
Feminino
| Atleta      | Evento         | Descida 1 | Descida 2 | Total   | Pos. |
| ----------- | -------------- | --------- | --------- | ------- | ---- |
| Ana Bucik   | Combinado      | 1:42.77   | 41.99     | 2:24.76 | 11º  |
| Ana Bucik   | Slalom         | 52.09     | 50.82     | 1:42.91 | 24º  |
| Ana Bucik   | Slalom gigante | 1:13.38   | 1:10.71   | 2:24.09 | 21º  |
| Ana Drev    | Slalom gigante | 1:11.64   | DNF       | DNF     | DNF  |
| Maruša Ferk | Downhill       |           |           | 1:42.00 | 19º  |
| Maruša Ferk | Slalom         | 51.29     | 50.79     | 1:42.08 | 18º  |
| Maruša Ferk | Super-G        |           |           | 1:23.18 | 25º  |
| Meta Hrovat | Slalom         | 51.93     | 50.57     | 1:42.50 | 21º  |
| Meta Hrovat | Slalom gigante | 1:12.76   | 1:09.59   | 2:22.35 | 14º  |
| Tina Robnik | Slalom gigante | DNF       | DNF       | DNF     | DNF  |
| Tina Robnik | Super-G        |           |           | 1:24.49 | 34º  |

Masculino
| Atleta         | Evento         | Descida 1 | Descida 2 | Total   | Pos. |
| -------------- | -------------- | --------- | --------- | ------- | ---- |
| Martin Čater   | Downhill       |           |           | 1:42.53 | 19º  |
| Martin Čater   | Combinado      | 1:20.57   | DNF       | DNF     | DNF  |
| Martin Čater   | Slalom gigante | DNF       | DNF       | DNF     | DNF  |
| Martin Čater   | Super-G        |           |           | DNF     | DNF  |
| Štefan Hadalin | Combinado      | 1:21.15   | 47.79     | 2:08.94 | 8º   |
| Štefan Hadalin | Slalom         | DNF       | DNF       | DNF     | DNF  |
| Štefan Hadalin | Slalom gigante | 1:11.53   | 1:10.13   | 2:21.66 | 21º  |
| Miha Hrobat    | Downhill       |           |           | 1:43.61 | 29º  |
| Miha Hrobat    | Slalom gigante | DSQ       | DSQ       | DSQ     | DSQ  |
| Miha Hrobat    | Super-G        |           |           | DNF     | DNF  |
| Boštjan Kline  | Downhill       |           |           | 1:43.03 | 27º  |
| Boštjan Kline  | Combinado      | 1:22.42   | DNS       | DNF     | DNF  |
| Boštjan Kline  | Super-G        |           |           | 1:25.36 | 10º  |
| Klemen Kosi    | Downhill       |           |           | DNF     | DNF  |
| Klemen Kosi    | Combinado      | 1:20.61   | 48.76     | 2:09.37 | 10º  |
| Klemen Kosi    | Super-G        |           |           | 1:26.50 | 25º  |
| Žan Kranjec    | Slalom         | DNF       | DNF       | DNF     | DNF  |
| Žan Kranjec    | Slalom gigante | 1:09.52   | 1:10.25   | 2:19.77 | 4º   |

Misto
| Atleta                                                       | Evento  | Oitavas                | Quartas                | Semifinal              | Final                  | Final       |
| Atleta                                                       | Evento  | Adversário e resultado | Adversário e resultado | Adversário e resultado | Adversário e resultado | Pos.        |
| ------------------------------------------------------------ | ------- | ---------------------- | ---------------------- | ---------------------- | ---------------------- | ----------- |
| Štefan Hadalin Žan Kranjec Ana Bucik Maruša Ferk Tina Robnik | Equipes | SWE Suécia D 1–3       | Não avançou            | Não avançou            | Não avançou            | Não avançou |

### Esqui cross-country
Feminino
| Atleta                                                    | Evento                 | Qualificatória   | Qualificatória | Quartas       | Quartas     | Semifinal   | Semifinal   | Final       | Final       |
| Atleta                                                    | Evento                 | Tempo            | Pos.           | Tempo         | Pos.        | Tempo       | Pos.        | Tempo       | Pos.        |
| --------------------------------------------------------- | ---------------------- | ---------------- | -------------- | ------------- | ----------- | ----------- | ----------- | ----------- | ----------- |
| Alenka Čebašek                                            | 10 km livre            |                  |                |               |             |             |             | 26:30.1     | 12º         |
| Alenka Čebašek                                            | Velocidade individual  | 3:23.38          | 29º            | 3:30.87       | 6º          | Não avançou | Não avançou | Não avançou | Não avançou |
| Anamarija Lampič                                          | 10 km livre            |                  |                |               |             |             |             | 27:26.4     | 27º         |
| Anamarija Lampič                                          | Velocidade individual  | 3:16.57          | 11º            | 3:12.46       | 3º          | 3:13.95     | 4º          | Não avançou | Não avançou |
| Nika Razinger                                             | 10 km livre            |                  |                |               |             |             |             | 29:45.5     | 69º         |
| Nika Razinger                                             | Velocidade individual  | 3:35.11          | 52º            | Não avançou   | Não avançou | Não avançou | Não avançou | Não avançou | Não avançou |
| Manca Slabanja                                            | 10 km livre            |                  |                |               |             |             |             | 28:47.3     | 54º         |
| Manca Slabanja                                            | 15 km skiathlon        | Clássico 25:10.1 | 61º            | Livre 22:16.8 | 58º         |             |             | 47:57.8     | 59º         |
| Katja Višnar                                              | Velocidade individual  | 3:15.24          | 5º             | 3:20.49       | 4º          | Não avançou | Não avançou | Não avançou | Não avançou |
| Alenka Čebašek Anamarija Lampič                           | Velocidade por equipes |                  |                |               |             | 16:39.92    | 3º q        | 16:28.24    | 6º          |
| Alenka Čebašek Vesna Fabjan Anamarija Lampič Katja Višnar | Revezamento 4x5 km     |                  |                |               |             |             |             | 53:55.7     | 8º          |

Masculino
| Atleta                   | Evento                 | Qualificatória | Qualificatória | Quartas     | Quartas     | Semifinal   | Semifinal   | Final       | Final       |
| Atleta                   | Evento                 | Tempo          | Pos.           | Tempo       | Pos.        | Tempo       | Pos.        | Tempo       | Pos.        |
| ------------------------ | ---------------------- | -------------- | -------------- | ----------- | ----------- | ----------- | ----------- | ----------- | ----------- |
| Janez Lampič             | Velocidade individual  | 3:22:03        | 46º            | Não avançou | Não avançou | Não avançou | Não avançou | Não avançou | Não avançou |
| Miha Šimenc              | 15 km livre            |                |                |             |             |             |             | 39:16.9     | 88º         |
| Miha Šimenc              | Velocidade individual  | 3:17.95        | 32º            | Não avançou | Não avançou | Não avançou | Não avançou | Não avançou | Não avançou |
| Janez Lampič Miha Šimenc | Velocidade por equipes |                |                |             |             | 17:24.79    | 11º         | Não avançou | Não avançou |

### Esqui estilo livre
Ski cross
| Atleta       | Evento    | Preliminar | Preliminar | Oitavas | Quartas | Semifinal | Final   | Final |
| Atleta       | Evento    | Tempo      | Pos.       | Posição | Posição | Posição   | Posição | Pos.  |
| ------------ | --------- | ---------- | ---------- | ------- | ------- | --------- | ------- | ----- |
| Filip Flisar | Masculino | 1:09.65    | 5º         | 1º      | 2º      | 4º SF     | 3º      | 7º    |

### Hóquei no gelo
Masculino
| Equipe | Equipe | Fase de grupos                                                                                  | Fase de grupos | Play-offs               | Quartas                | Semifinal              | Final                  | Pos. |
| Equipe | Equipe | Adversário e resultado                                                                          | Pos.           | Adversário e resultado  | Adversário e resultado | Adversário e resultado | Adversário e resultado | Pos. |
| --- | --- | ----------------------------------------------------------------------------------------------- | -------------- | ----------------------- | ---------------------- | ---------------------- | ---------------------- | ---- |
| Žiga Jeglič David Rodman Matic Podlipnik Blaž Gregorc Aleš Mušič Žiga Pavlin Ken Ograjenšek Žiga Pance Marcel Rodman Luka Vidmar Rok Tičar Jan Urbas Aleš Kranjc | Gašper Krošelj Jan Muršak Luka Gračnar Mitja Robar Robert Sabolič Jurij Repe Matija Pintarič Boštjan Goličič Andrej Hebar Sabahudin Kovačević Miha Verlič Anže Kuralt | USA Estados Unidos V 3–2 (PRO) OAR Atletas Olímpicos da Rússia D 2–8 SVK Eslováquia V 3–2 (GWS) | 2º (Gr. B)     | NOR Noruega D 1–2 (PRO) | Não avançou            | Não avançou            | Não avançou            | 9º   |

### Luge
Masculino
| Atleta      | Evento     | Final     | Final     | Final     | Final       | Final    | Final |
| Atleta      | Evento     | Descida 1 | Descida 2 | Descida 3 | Descida 4   | Total    | Pos.  |
| ----------- | ---------- | --------- | --------- | --------- | ----------- | -------- | ----- |
| Tilen Sirše | Individual | 49.887    | 58.776    | 49.646    | Não avançou | 2:38.310 | 39º   |

### Salto de esqui
Feminino
| Atleta       | Evento                  | 1ª rodada | 1ª rodada | 1ª rodada | Final     | Final  | Final | Total  | Total |
| Atleta       | Evento                  | Distância | Pontos    | Pos.      | Distância | Pontos | Pos.  | Pontos | Pos.  |
| ------------ | ----------------------- | --------- | --------- | --------- | --------- | ------ | ----- | ------ | ----- |
| Urša Bogataj | Pista normal individual | 84.5      | 71.2      | 25º       | 81.0      | 64.0   | 30º   | 135.2  | 30º   |
| Ema Klinec   | Pista normal individual | 91.5      | 94.2      | 12º       | 89.0      | 87.4   | 16º   | 181.6  | 14º   |
| Nika Križnar | Pista normal individual | 101.0     | 108.5     | 7º        | 104.0     | 114.7  | 6º    | 223.2  | 7º    |
| Špela Rogelj | Pista normal individual | 80.0      | 64.3      | 28º       | 90.5      | 90.2   | 12º   | 154.5  | 22º   |

Masculino
| Atleta                                              | Evento                  | Qualificação | Qualificação | Qualificação | 1ª rodada | 1ª rodada | 1ª rodada | Final       | Final       | Final       | Total       | Total       |
| Atleta                                              | Evento                  | Distância    | Pontos       | Pos.         | Distância | Pontos    | Pos.      | Distância   | Pontos      | Pos.        | Pontos      | Pos.        |
| --------------------------------------------------- | ----------------------- | ------------ | ------------ | ------------ | --------- | --------- | --------- | ----------- | ----------- | ----------- | ----------- | ----------- |
| Tilen Bartol                                        | Pista normal individual | 97.0         | 115.1        | 22º Q        | 106.0     | 119.0     | 12º Q     | 102.0       | 101.8       | 23º         | 220.8       | 16º         |
| Tilen Bartol                                        | Pista longa individual  | 103.5        | 69.6         | 49º Q        | 130.5     | 122.4     | 19º Q     | 130.0       | 125.1       | 12º         | 247.5       | 17º         |
| Jernej Damjan                                       | Pista normal individual | 99.5         | 118.9        | 16º Q        | 97.0      | 101.1     | 27º Q     | 95.5        | 100.2       | 24º         | 201.3       | 27º         |
| Jernej Damjan                                       | Pista longa individual  | 132.5        | 113.7        | 15º Q        | 130.0     | 124.0     | 18º Q     | 130.5       | 124.3       | 14º         | 248.3       | 16º         |
| Peter Prevc                                         | Pista normal individual | 99.0         | 120.2        | 14º Q        | 98.5      | 106.2     | 24º Q     | 113.0       | 128.1       | 3º          | 234.3       | 12º         |
| Peter Prevc                                         | Pista longa individual  | 125.0        | 111.0        | 17º Q        | 134.0     | 132.4     | 8º Q      | 127.5       | 125.6       | 11º         | 258.0       | 11º         |
| Anže Semenič                                        | Pista longa individual  | 119.5        | 97.5         | 30º Q        | 127.0     | 118.1     | 21º Q     | 120.0       | 102.4       | 27º         | 220.5       | 27º         |
| Timi Zajc                                           | Pista normal individual | 94.0         | 107.1        | 29º Q        | 97.0      | 98.6      | 33º       | Não avançou | Não avançou | Não avançou | Não avançou | Não avançou |
| Tilen Bartol Jernej Damjan Peter Prevc Anže Semenič | Pista longa por equipes |              |              |              | 515.5     | 492.4     | 5º Q      | 508.5       | 475.4       | 5º          | 967.8       | 5º          |

### Snowboard
Livre
| Atleta            | Evento             | Qualificatória | Qualificatória | Qualificatória | Final       | Final       | Final       | Final       |
| Atleta            | Evento             | Descida 1      | Descida 2      | Pos.           | Descida 1   | Descida 2   | Descida 3   | Pos.        |
| ----------------- | ------------------ | -------------- | -------------- | -------------- | ----------- | ----------- | ----------- | ----------- |
| Kaja Verdnik      | Halfpipe feminino  | 24.75          | 34.00          | 21º            | Não avançou | Não avançou | Não avançou | Não avançou |
| Tim-Kevin Ravnjak | Halfpipe masculino | 72.50          | 27.00          | 16º            | Não avançou | Não avançou | Não avançou | Não avançou |
| Tit Štante        | Halfpipe masculino | 24.50          | 52.25          | 25º            | Não avançou | Não avançou | Não avançou | Não avançou |

Slalom gigante paralelo
| Atleta         | Evento    | Preliminar | Preliminar | Oitavas                  | Quartas                   | Semifinal            | Final                 | Final             |
| Atleta         | Evento    | Tempo      | Pos.       | Posição                  | Posição                   | Posição              | Posição               | Pos.              |
| -------------- | --------- | ---------- | ---------- | ------------------------ | ------------------------- | -------------------- | --------------------- | ----------------- |
| Glorija Kotnik | Feminino  | 1:33.52    | 15º        | OAR A. Zavarzina D +0.03 | Não avançou               | Não avançou          | Não avançou           | Não avançou       |
| Žan Košir      | Masculino | 1:24.97    | 2º         | KOR Kim S-k. V –1.14     | GER S. Baumeister V –3.07 | KOR Lee S-h. D +0.01 | FRA S. Dufour V –1.49 | Medalha de bronze |
| Rok Marguč     | Masculino | 1:25.98    | 17º        | Não avançou              | Não avançou               | Não avançou          | Não avançou           | Não avançou       |
| Tim Mastnak    | Masculino | 1:25.97    | 16º        | SUI N. Galmarini D +0.38 | Não avançou               | Não avançou          | Não avançou           | Não avançou       |

Legenda
| Recorde mundial      | Recorde mundial (World record)               |                       | Recorde africano                      | Recorde africano (African) |                                           | Q | Classificado por posição (Qualified) |
| Recorde olímpico     | Recorde olímpico (Olympic record)            | Recorde da América    | Recorde da América (Americas)         | q                          | Classificado por melhor tempo (Qualified) |   |                                      |
| Melhor marca do ano  | Melhor marca do ano (World leading)          | Recorde asiático      | Recorde asiático (Asian)              | DNS                        | Não largou (Did not start)                |   |                                      |
| Recorde nacional     | Recorde nacional (National record)           | Recorde europeu       | Recorde europeu (European)            | DNF                        | Não terminou (Did not finish)             |   |                                      |
| Recorde pessoal      | Recorde pessoal do atleta (Personal best)    | Recorde da Oceania    | Recorde da Oceania (Oceania)          | DSQ / DQ                   | Desclassificado (Disqualified)            |   |                                      |
| Recorde da temporada | Recorde da temporada do atleta (Season best) | Recorde sul-americano | Recorde sul-americano (South America) | NM                         | Sem marca (No mark)                       |   |                                      |